# VI. bojna skupina (Slovensko domobranstvo)
VI. bojna skupina je bila bojna skupina (v moči bataljona), ki je delovala v sestavi Slovenskega domobranstva med drugo svetovno vojno.

## Zgodovina
Bojna skupina je bila ustanovljena decembra 1943 in bila februarja 1944 razpuščena. Zadolžena je bila za varovanje ceste in železnice Ljubljana-Kočevje.

## Poveljstvo
Poveljniki
- stotnik Janez Grandovec
- stotnik Miloš Šabić

## Sestava
- štab
- 61. četa
- 62. četa
- 1. pionirska četa